# Karl-Josef Gilles
Karl-Josef Gilles (geboren am 1. Mai 1950 in Zell an der Mosel; gestorben am 12. Mai 2018 in Trier) war ein deutscher Archäologe, Numismatiker und Kommunalpolitiker (FDP).

## Jugend und Studium
Karl-Josef Gilles wurde 1950 als Sohn eines Justizbeamten in Zell an der Mosel geboren. Er schloss seine Schulausbildung 1969 mit dem Abitur am Cochemer Gymnasium ab und leistete seinen Grundwehrdienst im Fernmelderegiment 920 in Kastellaun ab. Ab 1971 studierte er an der Universität Mainz und ab 1972 an der Universität Frankfurt am Main Vor- und Frühgeschichte, Alte Geschichte und Klassische Archäologie. Während seines Studiums konnte er mit Unterstützung des DAAD einen Studienaufenthalt an der Universität Tel Aviv absolvieren und an den archäologischen Untersuchungen der Arabah-Expedition teilnehmen. Gilles wurde 1978 an der Universität Frankfurt mit einer Dissertation über die spätrömischen Höhensiedlungen in Eifel und Hunsrück promoviert.

## Archäologie

### Rheinisches Landesmuseum Trier
Karl-Josef Gilles war von 1978 bis zu seinem Ruhestand 2015 Mitarbeiter des Rheinischen Landesmuseums Trier, zunächst als wissenschaftlicher Mitarbeiter. 1986 wurde er Kustos und 1989 Oberkustos für provinzialrömische Archäologie und Archäologie des Frühmittelalters. In dieser Eigenschaft war er als Grabungsleiter bei zahlreichen Ausgrabungen im Regierungsbezirk Trier im Einsatz.
Einer seiner Arbeitsschwerpunkte als Archäologe war die Erforschung der Zeugnisse römischer Weinkultur des Mosellands. Er entdeckte zwölf antike römische Kelteranlagen, mit denen der Nachweis des römischen Weinbaus an der Mosel geführt war. Deswegen wurde er in Kollegenkreisen und in der regionalen Presse auch als Kelterpapst bezeichnet. Darüber hinaus forschte und publizierte Gilles zur Regionalgeschichte und zur Numismatik der Stadt und des Erzbistums Trier. Eine Ausnahme in Archäologenkreisen stellte seine gute Vernetzung mit privaten Sammlern und Sondengängern dar. Die Zusammenarbeit war für beide Seiten fruchtbar, und über den 1993 von Amateuren gefundenen Trierer Goldmünzenschatz wurde Gilles noch in der Nacht nach dem Fund von einem der Finder informiert.

### Forschung und Lehre
Seit 1987 war Gilles korrespondierendes Mitglied des Deutschen Archäologischen Instituts. 1990 erhielt er einen Lehrauftrag der Universität Trier in Alter Geschichte. Seine Lehrtätigkeit beendete er 1999 wegen des Eintritts in die Kommunalpolitik. Von 1993 bis 1997 war Gilles Sprecher der Arbeitsgemeinschaft „Römische Archäologie“ der Deutschen Verbände für Altertumsforschung.

## Numismatik
Im Rheinischen Landesmuseum Trier war Gilles seit 1992 Leiter des Münzkabinetts. Er verfasste eine Vielzahl von Publikationen zur Trierer Münzgeschichte und war seit 1993 maßgeblich an der wissenschaftlichen Bearbeitung des Trierer Goldmünzenschatzes beteiligt, die 2013 mit seiner Fundpublikation abgeschlossen wurde. Dass sich der Münzfund heute fast vollständig im Rheinischen Landesmuseum Trier befindet, ist auch sein Verdienst. Gilles war ebenfalls seit 1992 Deputierter des Landes Rheinland-Pfalz in der Numismatischen Kommission der Länder in der Bundesrepublik Deutschland.

## Eisenbahnwesen
Gilles veröffentlichte alleine oder gemeinsam mit seinem Sohn Joachim mehrere Monografien zur Eisenbahngeschichte des Mosellands. Die Bände behandeln die Trierer Straßenbahnen, die Moselbahn und die Feldbahnen des Moseltals.

## Politik
Karl-Josef Gilles gehörte von 2004 bis 2014 für die Freie Demokratische Partei (FDP) dem Trierer Stadtrat an. Von 2010 bis 2014 war er Fraktionsvorsitzender. Seit 1999 bis zu seinem Tod war er Ortsvorsteher im Trierer Ortsbezirk Filsch.
Karl-Josef Gilles verstarb am 12. Mai 2018 in Trier. Sein Grab befindet sich auf dem Friedhof in Trier-Filsch.

## Veröffentlichungen (Auswahl)
- Spätrömische Höhensiedlungen in Eifel und Hunsrück (= Trierer Zeitschrift für Geschichte und Kunst des Trierer Landes und seiner Nachbargebiete. Beiheft 7). Rheinisches Landesmuseum Trier, Trier 1985, ISBN 3-923319-02-9 (zugleich Teildruck, Dissertation, Universität Frankfurt am Main 1978/1979: Spätrömische Höhensiedlungen in Eifel, Hunsrück, Pfälzer Bergland und Haardt.).
- Das Münzkabinett im Rheinischen Landesmuseum Trier. Ein Überblick zur trierischen Münzgeschichte (= Schriftenreihe des Rheinischen Landesmuseums Trier. 13). Rheinisches Landesmuseum Trier, Trier 1996, ISBN 3-923319-36-3.
- Bacchus und Sucellus. 2000 Jahre römische Weinkultur an Mosel und Rhein. Rhein-Mosel-Verlag, Briedel 1999, ISBN 3-89801-000-7.
- mit Anderen: Die Geschichte von Filsch am Schellberg 973–2003 (= Schriftenreihe Ortschroniken des Trierer Landes. 39, ZDB-ID 629731-6). Heimat- und Kulturverein Trier-Filsch, Trier 2003.
- mit Joachim Gilles: Die Trierer Straßenbahnen. Sutton, Erfurt 2006, ISBN 3-89702-944-8.
- mit Joachim Gilles: Die Moseltalbahn. Das „Saufbähnchen“. Sutton, Erfurt 2009, ISBN 978-3-86680-467-8.
- Personenschifffahrt im Moseltal 1830–1980. Sutton, Erfurt 2012, ISBN 978-3-954-00073-9.
- Der römische Goldmünzenschatz aus der Feldstraße in Trier (= Trierer Zeitschrift. Beiheft 34). Rheinisches Landesmuseum Trier, Trier 2013, ISBN 978-3-923319-82-4.
- Der Trierer Goldschatz. Der große Goldmünzenschatz und das Münzkabinett im Rheinischen Landesmuseum Trier (= Schriftenreihe des Rheinischen Landesmuseums Trier. 39). Theiss, Darmstadt 2014, ISBN 978-3-8062-0003-4.
- Die Moselbahn in der Nachkriegszeit. Sutton, Erfurt 2015, ISBN 978-3-95400-626-7.
- mit Joachim Gilles: Feldbahnen an Mosel und Saar. Einsatz zwischen Weinberg und Schieferbruch. Sutton, Erfurt 2018, ISBN 978-3-95400-917-6.